# Leptonychia urophylla
Leptonychia urophylla är en malvaväxtart som beskrevs av Friedrich Welwitsch och Maxwell Tylden Masters. Leptonychia urophylla ingår i släktet Leptonychia och familjen malvaväxter. Inga underarter finns listade i Catalogue of Life.